# Jean Loubes
Pour les articles homonymes, voir Loubes.
Œuvres principales
Le Regret de Paris
Jean Loubes, né le 26 décembre 1906[réf. nécessaire] et mort le 12 novembre 1990, est un écrivain et traducteur français, lauréat du prix des Deux Magots en 1946.

## Biographie
Jean Loubes a été membre du comité de rédaction de l'éphémère revue La Courte Paille (1929-1930).

## Œuvre
- 1934 : Usines de faux : 200 photographies et documents, avec Paul Allard, no 8 de Témoignages de notre temps, Les Illustrés français
- 1945 : Le Don de vie, éditions Fasquelle
- 1945 : Le Regret de Paris, éditions Fasquelle – Prix des Deux Magots
- 1946 : En gagnant mon pain (traduction du russe de l'ouvrage de Maxime Gorki avec Génia Bogrov), éditions Fournier